# Juízo da Inconfidência
O Juízo da Inconfidência e a Junta da Inconfidência são os principais instrumentos judiciais e políticos da repressão movida por Sebastião José de Carvalho e Melo, o Marquês de Pombal, durante o reinado de D. José I em Portugal (1750-1777). A sua emergência está intrinsecamente ligada à resposta do Estado ao atentado contra a vida do rei em 3 de setembro de 1758, um evento que serve de catalisador para um projeto de consolidação do poder régio e de neutralização de centros de poder rivais, nomeadamente a alta nobreza e a Companhia de Jesus.
As ações mais notórias destas instituições são o julgamento e a execução sumária das principais figuras das casas nobres de Távora, Aveiro e Atouguia, no que ficou conhecido como o "processo dos Távora", e a subsequente campanha que culmina na supressão e expulsão dos Jesuítas de Portugal e de todos os seus domínios ultramarinos. Para administrar a vasta riqueza confiscada a estes grupos, é estabelecido um braço financeiro específico, o Cofre da Inconfidência, cujas receitas e despesas são posteriormente integradas na estrutura do recém-criado, a nova tesouraria central do Estado pombalino.
Embora frequentemente confundidos, a Junta e o Juízo da Inconfidência são entidades distintas com funções complementares: a primeira, um tribunal de exceção de curta duração, concebido para um julgamento político exemplar; a segunda, uma instituição mais permanente, encarregada da administração judicial e financeira da repressão a longo prazo.

## Antecedentes Históricos: O Projeto Político Pombalino e a Crise de 1758

### O Despotismo Esclarecido em Portugal
O governo de Sebastião José de Carvalho e Melo é a mais perfeita representação do despotismo esclarecido em Portugal.[carece de fontes?] O seu projeto visa fortalecer a figura do rei e a autoridade do Estado, centralizando o poder e impondo a lei a todas as classes sociais, desde os mais pobres até à alta nobreza. Este fortalecimento do Estado passa por um controlo rigoroso da economia, através de políticas mercantilistas, e pela afirmação da soberania régia (regalismo) sobre todas as outras instituições, incluindo a própria Igreja Católica.

### Obstáculos à Centralização do Poder
Este projeto de centralização encontra dois obstáculos formidáveis: a alta nobreza, detentora de vastos patrimónios e privilégios seculares, e o clero, em particular a Companhia de Jesus, que detinha uma imensa riqueza, autonomia organizacional e o monopólio virtual sobre a educação. Para Pombal, a lealdade dos jesuítas era, em primeiro lugar, para com o Papa e a sua própria Ordem, e não para com a Coroa portuguesa, o que os tornava uma ameaça direta ao seu projeto de um Estado soberano e centralizado.[carece de fontes?]

### O Atentado de 3 de Setembro de 1758
Na noite de 3 de setembro de 1758, a carruagem em que o rei D. José I viajava incógnito é alvo de uma emboscada a tiro. O rei fica ferido, mas sobrevive. O atentado é mantido em segredo durante mais de dois meses, período durante o qual Pombal prepara a sua resposta. Este evento fornece a Pombal a oportunidade política perfeita — um crime de lesa-majestade — para desferir um golpe decisivo contra os seus opositores. A crise é utilizada não apenas para punir os supostos culpados, mas para erradicar de forma exemplar a nobreza independente e os jesuítas, que são rapidamente implicados na conspiração.

### A Resposta Imediata: O Decreto de 9 de Dezembro de 1758
O primeiro passo formal é o Decreto de 9 de dezembro de 1758. Assinado por Pombal, o documento descreve a "execrada conjuração" contra a vida do rei e estabelece os procedimentos para a captura dos culpados. De forma crucial, promete "benefícios e mercês" a quem delatasse os conspiradores, criando um clima de suspeita que seria fundamental para legitimar as prisões e o julgamento que se seguiriam.

## A Estrutura Jurídica da Repressão: Junta vs. Juízo
A repressão pombalina é sustentada por uma estrutura jurídica dupla, composta pela Junta da Inconfidência e pelo Juízo da Inconfidência.

### A Junta da Inconfidência: Um Tribunal de Exceção
A Junta da Inconfidência é um tribunal ad hoc, criado formalmente a 4 de janeiro de 1759 com o propósito de julgar de forma sumária os acusados do atentado de 1758. A sua natureza é mais política do que judicial. É presidida pelos Secretários de Estado, incluindo o próprio Pombal, e composta por magistrados da sua estrita confiança. A Junta atua com uma celeridade implacável e, uma vez cumprida a sua missão com a execução dos Távoras a 13 de janeiro de 1759, a sua função principal esgota-se.

### O Juízo da Inconfidência: O Órgão Administrativo-Judicial
Ao contrário da Junta, o Juízo da Inconfidência é uma instituição mais permanente. Fontes indicam que um tribunal com este nome já existia no início do século XVIII, mas a sua função é dramaticamente expandida por Pombal. As suas principais funções são o julgamento contínuo de casos de "inconfidência" e, sobretudo, a administração dos bens confiscados através do Juízo do Fisco da Inconfidência e dos Ausentes. O seu vasto acervo documental, o "Cartório do Juízo da Inconfidência", é incorporado no Arquivo Nacional da Torre do Tombo em 1865.

## O Processo dos Távoras: A Sentença Fundadora
O "Processo dos Távoras" é o ato inaugural e definidor da Junta da Inconfidência.

### A Investigação e o Julgamento Sumário
O processo é conduzido de forma a garantir a condenação. As provas são frágeis e baseiam-se largamente em confissões obtidas sob tortura, sem possibilidade de uma defesa adequada. O defensor nomeado para os réus tem um prazo irrisório para preparar a sua argumentação.

### A Sentença de 12 de Janeiro de 1759
Proferida no Palácio da Ajuda, a sentença da Junta da Inconfidência é de uma severidade extrema. Todos os principais réus são declarados culpados do crime de lesa-majestade. A sentença ordena o confisco total dos seus bens, a demolição dos seus palácios e a destruição dos seus brasões.

### A Execução em Belém (13 de Janeiro de 1759)
A execução, realizada num cadafalso montado em Belém, é um espetáculo público de terror. Os condenados são sujeitos a suplícios brutais antes da morte. A Marquesa D. Leonor de Távora é decapitada. O Duque de Aveiro, o Marquês de Távora e outros réus são supliciados na roda, estrangulados e os seus corpos queimados, com as cinzas lançadas ao rio Tejo.
| Nome                                        | Título/Posição                                     | Sentença da Junta da Inconfidência                            |
| ------------------------------------------- | -------------------------------------------------- | ------------------------------------------------------------- |
| D. Francisco de Assis de Távora             | 3.º Marquês de Távora, ex-Vice-Rei da Índia        | Torturado na roda, estrangulado e queimado. Bens confiscados. |
| D. Leonor Tomásia de Távora                 | Marquesa de Távora                                 | Decapitada. Bens confiscados.                                 |
| D. José de Mascarenhas da Silva e Lencastre | 8.º Duque de Aveiro                                | Torturado na roda, estrangulado e queimado. Bens confiscados. |
| D. Luís Bernardo de Távora                  | 4.º Marquês de Távora (título herdado)             | Torturado na roda, estrangulado e queimado. Bens confiscados. |
| D. José Maria de Távora                     | Irmão de Luís Bernardo de Távora                   | Torturado na roda, estrangulado e queimado. Bens confiscados. |
| D. Jerónimo de Ataíde                       | 11.º Conde de Atouguia                             | Torturado na roda, estrangulado e queimado. Bens confiscados. |
| Manuel Alvares Ferreira                     | Guarda-roupa do Duque de Aveiro                    | Queimado vivo.                                                |
| Brás José Romeiro                           | Cabo da Esquadra da Companhia do Marquês de Távora | Estrangulado.                                                 |
| João Miguel                                 | Moço do Duque de Aveiro                            | Estrangulado.                                                 |
| José Policarpo de Azevedo                   | Criado do Duque de Aveiro (foragido)               | Queimado em estátua (in absentia).                            |

## A Supressão da Companhia de Jesus
O Processo dos Távoras é imediatamente seguido por um ataque decisivo à Companhia de Jesus. A Junta da Inconfidência acusa os jesuítas de serem os autores intelectuais da conspiração.

### A Legislação de 1759
- 19 de Janeiro de 1759: Uma Carta Régia ordena o sequestro imediato de todos os bens da Companhia de Jesus em Portugal e nos seus domínios ultramarinos.[4]
- 3 de Setembro de 1759: É promulgada a "Lei dada para a proscrição, desnaturalização e expulsão dos regulares da Companhia de Jesus", que bane perpetuamente os jesuítas do reino.[4][20]

### A Dimensão do Confisco
O sequestro dos bens jesuítas é uma operação de escala imensa, abrangendo 37 colégios, a Universidade de Évora, e inúmeras propriedades por todo o império. O Juízo da Inconfidência é a entidade responsável por supervisionar este gigantesco processo de arrolamento e incorporação de bens no Estado.

## O Cofre da Inconfidência: A Gestão Financeira dos Confiscos
O Cofre da Inconfidência é a entidade financeira criada para receber e administrar o vasto espólio confiscado.

### Administração e Contabilidade
A gestão do Cofre é centralizada em Lisboa, sob o tesoureiro-geral António dos Santos Pinto, mas a recolha dos bens é descentralizada, com administradores locais como José Pereira de Medeiros nos Açores. Os bens móveis são vendidos em leilão e o produto, juntamente com as rendas dos imóveis, é canalizado para o cofre central, por vezes em "effeitos da terra" (produtos locais).

### Relação com o Erário Régio
Com a criação do Erário Régio em 22 de dezembro de 1761, o Cofre da Inconfidência passa a prestar contas a esta nova tesouraria central. A escrituração é feita em livros separados dentro do Erário Régio, e registos contabilísticos mostram a transferência efetiva de fundos, como um saldo de 7.981.922 réis atribuído ao "Tesoureiro Interino do Cofre da Inconfidência". Esta injeção massiva de capital dá a Pombal um poder económico sem precedentes para financiar as suas reformas.

## A "Viradeira" e o Legado Histórico
Com a morte de D. José I em 24 de fevereiro de 1777 e a ascensão de D. Maria I, inicia-se a "Viradeira".

### A Queda de Pombal e a Revisão do Processo
D. Maria I demite Pombal, que é sujeito a um processo por abuso de poder e enriquecimento ilícito. Uma das primeiras medidas da nova rainha é autorizar a revisão do Processo dos Távoras, a pedido do genro dos Marqueses de Távora.

### A Junta de Revisão (1780-1781)
Em 1780, é nomeada uma nova junta de magistrados para reexaminar o processo de 1759. A junta conclui, na sua sentença de 23 de maio de 1781, que o julgamento original tinha sido uma farsa judicial. A sentença de 1759 é formalmente anulada, e a memória da família Távora é reabilitada.

### A Extinção do Juízo da Inconfidência
Apesar da reabilitação dos Távoras, o Juízo da Inconfidência sobrevive à "Viradeira", continuando a gerir os bens confiscados. É formalmente extinto a 3 de maio de 1821, como parte das reformas da Monarquia.

### Debate Historiográfico e Legado
O legado da Junta e do Juízo da Inconfidência permanece um tema de intenso debate. Por um lado, são vistos como instrumentos de uma tirania brutal. Por outro, alguns historiadores argumentam que foram ferramentas eficazes, ainda que cruéis, na concretização de um projeto de modernização do Estado português, ao subjugar os poderes da alta nobreza e da Igreja.